# Clubiona chakrabartei
Clubiona chakrabartei là một loài nhện trong họ Clubionidae.
Loài này thuộc chi Clubiona. Clubiona chakrabartei được miêu tả năm 1991 bởi Majumder & Benoy Krishna Tikader.